# Bildungssystem in Belgien
Das Bildungssystem in Belgien unterscheidet sich in Hinsicht auf die Schule in den drei Sprachgemeinschaften (Flämische Gemeinschaft, Französische Gemeinschaft, Deutschsprachige Gemeinschaft) erheblich, das Hochschulwesen wurde aber im Zuge des Bologna-Prozesses weitgehend auf gesamtstaatlicher und europäischer Ebene vereinheitlicht.

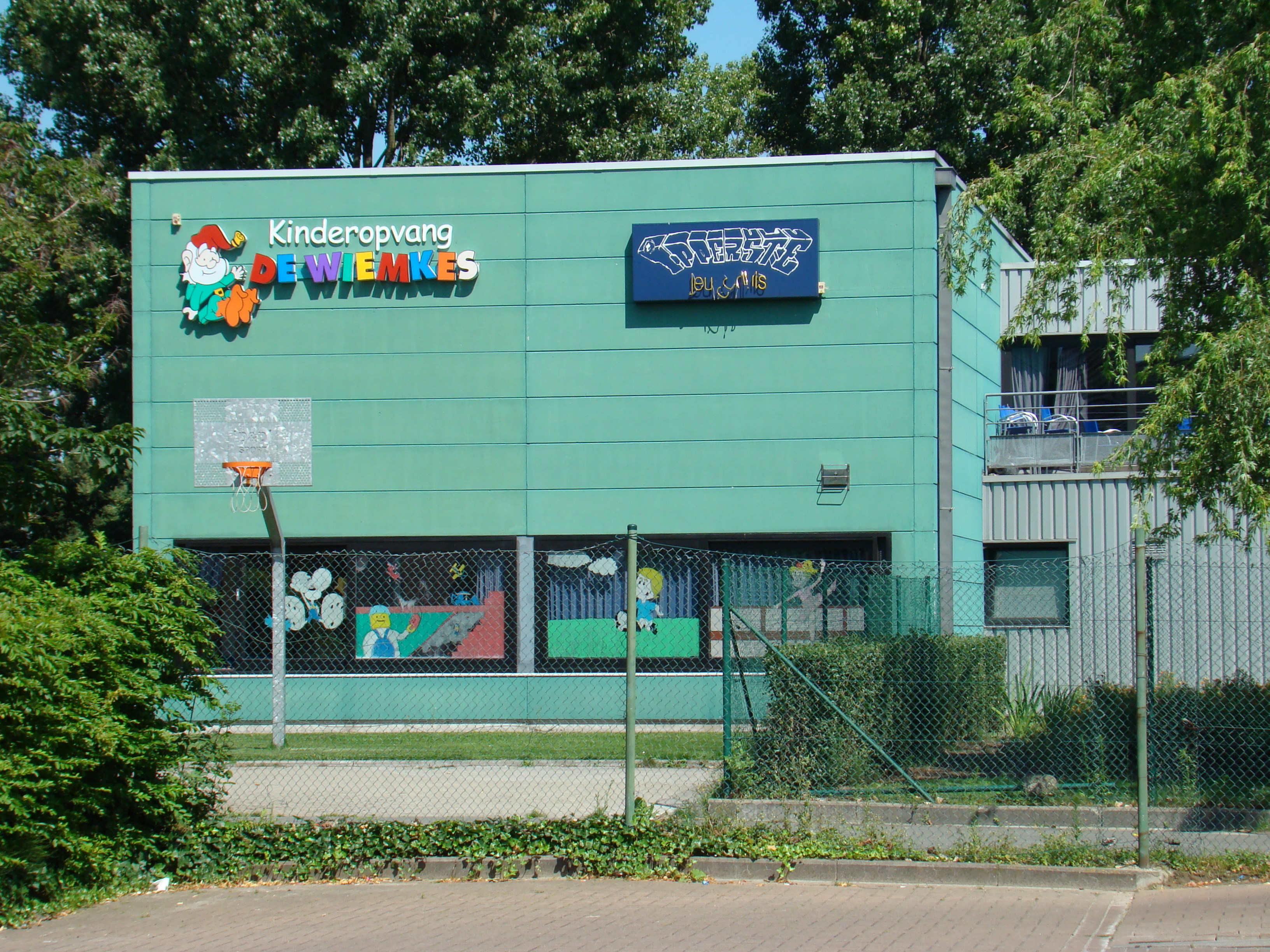
Kindergarten in Flandern

Ab einem Alter von zweieinhalb oder vier Jahren besuchen fast alle Kinder in Belgien den Kindergarten mit Vorschule (nld. Kleuteronderwijs, frz. école gardienne). Die Schulpflicht besteht von 5 bis 18 Jahren, Homeschooling ist erlaubt. Ab einem Alter von sechs Jahren gehen sie sechs Jahre zur Grundschule (nld. Basisonderwijs, frz. enseignement primaire) und erhalten am Ende ein erstes Abschlusszeugnis.
Seit dem 19. Jahrhundert wurden drei große Unterrichtssysteme (reseau scolaire) in unterschiedlicher Trägerschaft ausgebaut. Die Schulen sind öffentlich, frei (subventioniert) oder privat (nicht subventioniert). Viele katholische Schulen genießen ein höheres Ansehen als die staatlichen, auch wenn auch die Belgier sich immer weniger am kirchlichen Leben beteiligen. Das oberste Organ des katholischen Schulwesens ist der Allgemeine Rat (Algemene Raad van het Katholiek Onderwijs, ARKO / Conseil Général de 1' Enseignement Catholique, CGEC). Er nimmt Stellung zu Bildungsfragen von übergeordneter Bedeutung.
In den Primar- und Sekundarschulen besteht die Möglichkeit, unter fünf Arten von Religionsunterricht (katholisch, islamisch, jüdisch, protestantisch, orthodox) und nicht-konfessioneller Sittenlehre (Ethikunterricht) zu wählen.
Die Inklusion liegt vergleichsweise im Rückstand, wird aber zunehmend erweitert.
Seit 1989 sind die Sprachgemeinschaften für Schulbildung zuständig. Die föderale Instanz von Belgien ist lediglich zuständig für die Dauer der Schulpflicht, Einschulungsbeginn und Ende der Schulpflicht; Mindestanforderungen und Mindeststandards für die Ausstellung von Schulabschlüssen, für Lehrpläne und für den Unterricht Renten, Regelung der Alterssicherung für die Lehrkräfte. Sehr viel Einfluss haben die Kommunen.
Für das Bildungssystem werden relativ hohe 6,3 % des BIP ausgegeben.

## Schulen der Flämischen Gemeinschaft

Bildungsstufen in Flandern

Ab dem siebten Schuljahr erfolgt der Unterricht auf einer Sekundarschule. Die Sekundarschulen (nld. Secundair onderwijs) sind wie folgt unterteilt:
a) erste Schulstufe (in der Regel vom 12. bis 14. Lebensjahr)
b) zweite und dritte Schulstufe (vom 14. bis 18. Lebensjahr): Wahl zwischen
- ASO (allgemeiner Sekundarunterricht)
- KSO (kunstbildender Sekundarunterricht)
- TSO (technischer Sekundarunterricht)
- BSO (beruflicher Sekundarunterricht)

c) vierte Schulstufe (ab dem 18. Lebensjahr, d. h. nach Ablauf der Schulpflicht): hauptsächlich Krankenpflegeschulen.
Als erste Fremdsprache wird vom fünften Schuljahr an Französisch unterrichtet. Englischunterricht erfolgt vom zweiten Jahr des Sekundarunterrichts an auf einer ASO. Gewöhnlich kann ein Schüler zwischen folgenden Richtungen wählen: Mathematik, Naturwissenschaften, Griechisch, Latein. In den späteren Jahren kommen noch weitere Richtungen wie Wirtschaft/Handel, Humanwissenschaften und moderne Sprachen hinzu. Ein Großteil der belgischen Schüler der fünften und sechsten Klasse auf einer ASO hat auch mindestens eine Stunde Deutsch pro Woche, manchmal auch drei.
Auf KSO-Schulen, die es meist nur in den größeren Städten gibt, können die Schüler auch moderne Fächer wie z. B. Comiczeichnen, Computergrafik etc. wählen. Englisch, Französisch und Mathematik bilden Schwerpunkte des Lehrplans. Der Abschluss heißt Diploma Secundair Onderwijs (Abitur), das zum Hochschulbesuch berechtigt.
Nur im BSO-Sektor können Jugendliche die Schule bereits vor dem 18. Lebensjahr (Ende der Schulpflicht) verlassen, wenn sie eine Lehre/Berufsausbildung anschließen.

## Schulen der Französischen Gemeinschaft
Die sechs Klassenstufen der Grundschule werden hier von der première primaire bis zur sixième primaire durchgezählt. Ab der deuxième primaire können die französischsprachigen Schüler Niederländisch lernen.
Die Sekundarstufe (enseignement secondaire) umfasst wiederum sechs Jahre; sie bietet zwei unterschiedliche Ausbildungsrichtungen:
- einen klassisch-humanistischen Zweig mit drei Jahren école moyenne inférieure und drei Jahren école moyenne supérieure mit dem Abschluss diplôme d’humanités, der dem deutschen Abitur entspricht.
- einen technisch-wirtschaftswissenschaftlichen Zweig (enseignement technique ou professionel) mit sechs Jahren Unterricht und dem Abschluss diplôme technique oder diplôme professionnel.

## Schulen der Deutschsprachigen Gemeinschaft
Nach der Grundschule werden sechs Jahre auf einer Sekundarschule absolviert.
Einige Schulen können durchgehend vom Kindergarten bis zum Abitur besucht werden, andere nur vom Kindergarten bis zum sechsten Schuljahr besucht werden, anschließend ist eine andere Schule aufzusuchen. Manche Schulen sind reine Sekundarschulen (siebtes bis zwölftes Schuljahr).
Bereits ab dem ersten Schuljahr wird Französisch unterrichtet. Ab dem achten Schuljahr kommt als dritte Sprache Englisch hinzu.
Ab dem neunten Schuljahr kann ein Schüler in einigen Schulen zwischen Sozial-, Naturwissenschaften, Sprachen, Kunst, Sekretariat, Wirtschaftswissenschaften, Elektronik oder Informatik wählen.
Bei der Sprachenabteilung (neusprachlicher Zweig) erlernt ein Schüler neben Englisch und Französisch noch Italienisch, Spanisch oder Niederländisch.
Unterrichtspflicht besteht bis zum 18. Lebensjahr, wobei ein Schüler dieser Pflicht auch mit einer Lehre entsprechen kann. Dort muss er lediglich zweimal die Woche zur Berufsschule.

## Berufsbildung
Die Berufsbildung kann vor dem Ende der Schulpflicht mit 18 Jahren einsetzen. Die Mehrzahl der jungen Menschen entscheidet sich für die technischen und berufsbildenden Unterrichtsformen. Der allgemein bildende Unterricht wird höher geschätzt als diese Unterrichtsformen. Der Anteil der jungen Erwachsenen zwischen 18 und 24 Jahren, die das Bildungssystem nach der ersten Stufe der Sekundarschulbildung verlassen, liegt bei 8,4 %. In Flandern ist 2019 die duale Ausbildung nach deutschem Vorbild eingeführt worden.
In der DG gibt es auf einigen Schulen eine sogenannte berufliche Abteilung (z. B. das Robert-Schuman-Institut in Eupen und die Bischöfliche Schule – Technisches Institut in St. Vith).
Diese Abteilung ist für lernschwache Schüler und für jene, die ihren Berufswunsch bereits kennen, geeignet. Das erhaltene Abitur ist mit einem Fachabitur zu vergleichen. Um ein solches Abitur zu erhalten, muss die Schule ein weiteres Jahr besucht werden, hier sind es insgesamt 13 Jahre.
In den berufsbildenden Abteilungen kann ein Schüler zwischen Büro, Friseur, Kochen, Schreinerei oder sozialen Berufen wählen.
In den Jahren nach der Pflichtschule wird man in seinem gewählten Fach ausgebildet. Die allgemeinen Fächer sind auf ein Minimum reduziert, dafür wird man optimal auf seinen späteren Beruf vorbereitet.

## Hochschulen
Belgien hat elf Universitäten:

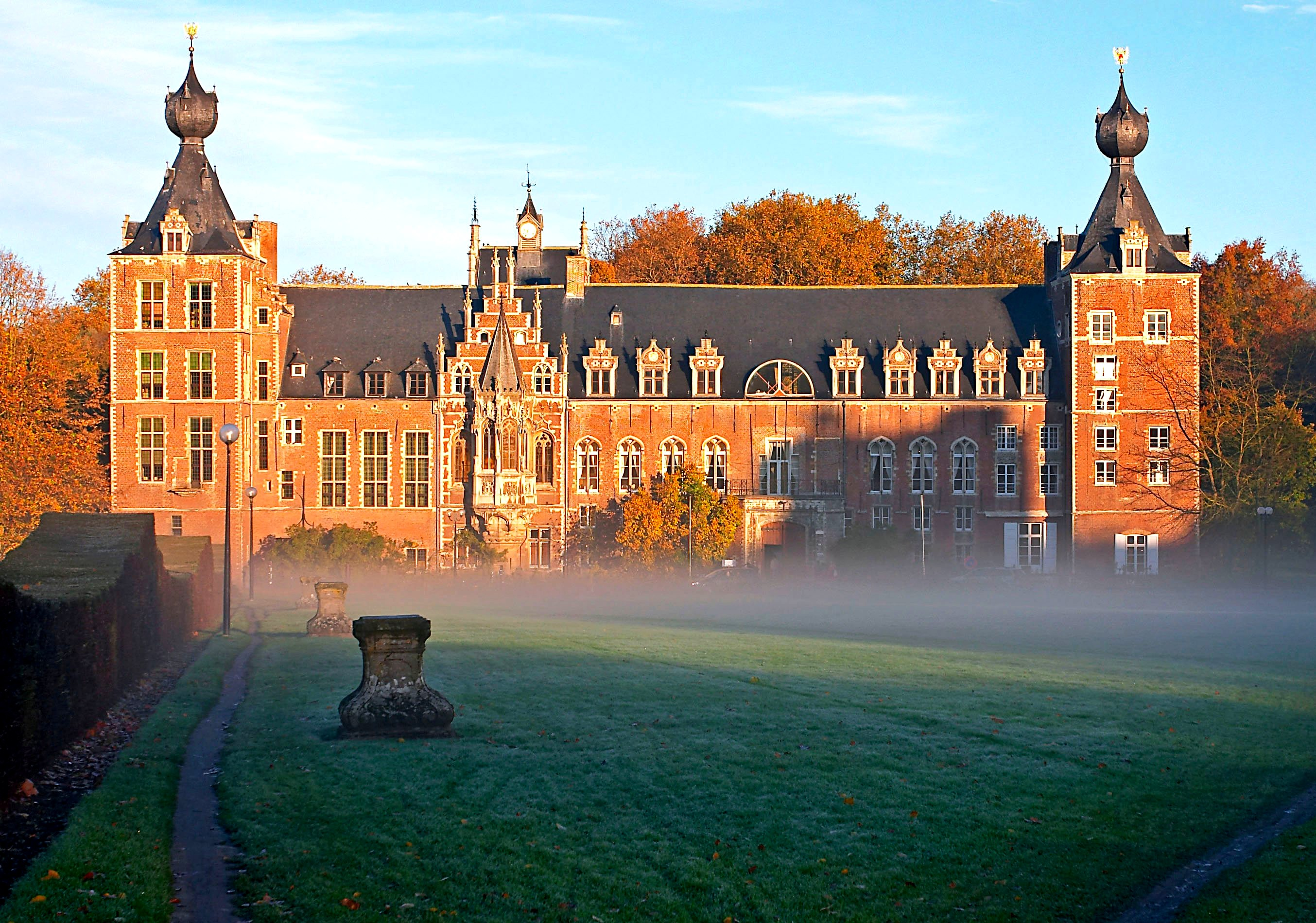
Schloss Arenberg (Löwen), heute ein Campus der Katholischen Universität Löwen

- Niederländischsprachig: Katholische Universität Löwen (Katholieke Universiteit Leuven – KUL), Universität Gent, Universität Antwerpen (UA), transnationale Universität Limburg (Universität Hasselt – UHasselt & Universität Maastricht – UM/Niederlande), Freie Universität Brüssel (Vrije Universiteit Brussel – VUB), Katholische Universität Brüssel (Katholieke Universiteit Brussel – KUB);
- Französischsprachig: Université libre de Bruxelles, Facultés Universitaires Saint Louis à Bruxelles, Université de Liège, École Polytechnique de Mons, Facultés universitaires Notre-Dame de la Paix Namur, Université catholique de Louvain in Louvain-la-Neuve.

Im deutschen Sprachgebiet gibt es nur eine Hochschule, die Autonome Hochschule in der Deutschsprachigen Gemeinschaft.
Den Universitäten gleichgestellte Einzelfakultäten sind die Evangelisch-Theologische Fakultät Löwen (Evangelische Theologische Faculteit), die Fakultät für Protestantische Theologie Brüssel (Faculteit voor Protestantse Godgeleerdheid) und die Königliche Militärakademie (Koninklijke Militaire School / École royale militaire).
In Brügge ist das renommierte Europakolleg angesiedelt.
Neben den Universitäten existieren in den drei Gemeinschaften zahlreiche weitere Hautes Ecoles/Hogescholen und mehrere Kunsthochschulen (Ecoles Supérieures des Arts).

## Geschichte

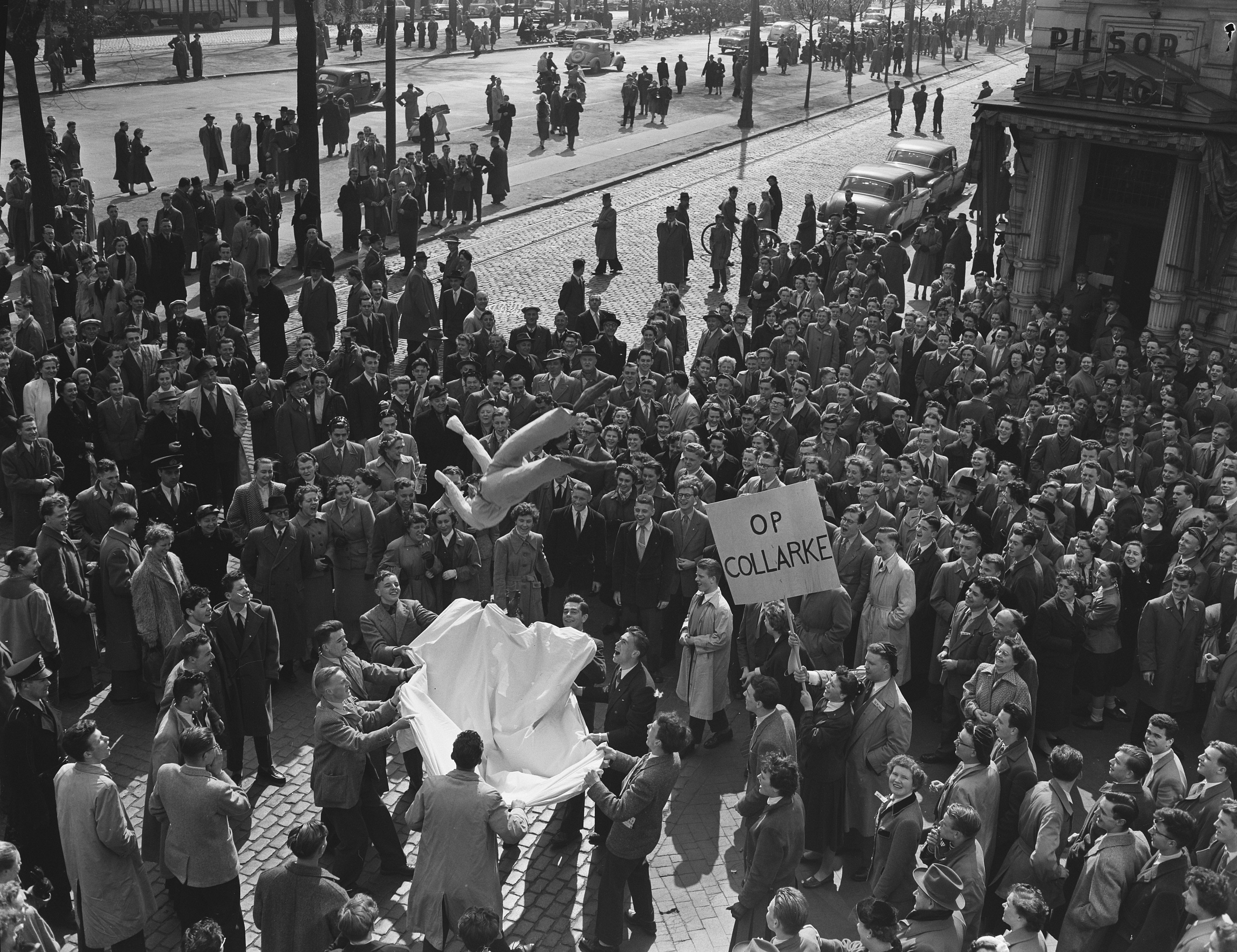
Katholische Demonstration in Antwerpen 1955

Die ersten Schulen waren in Belgien wie in den umliegenden Ländern Kloster- und Kathedralschulen, so ab dem 10. Jh. die Schule an der Lambertuskathedrale (Lüttich), eingerichtet von Bischof Notker. Heriger von Lobbes und Adelmann waren bekannte Lehrer im „Athen des Nordens“. Im 12. Jh. erblühte die Domschule von Tournai, wo Alulfus von Tournai unterrichtete. Ab 1425 bestand die Alte Universität Löwen, deren Anziehungskraft im 17. Jh. abnahm, auch als Zentrum des als häretisch geltenden Jansenismus. Dagegen behielt die Jesuitenschule in Löwen einen hohen Rang wie auch in Antwerpen (André Tacquet). In Aalst bestand ab 1622 das St. Josef-Kolleg. Nach der Unabhängigkeit 1815 wurden neue Universitäten gegründet, so in Löwen (Geschichte der Universitäten zu Löwen) und Gent.
Auch im 19. Jh. gründeten die Jesuiten neue Hochschulen in Namur (1831) und erstmals eine Wirtschaftshochschule in Antwerpen (1852). Das liberale Zentrum seit 1834 war die Freie Universität Brüssel, die es seit der Spaltung 1970 für beide Sprachen gibt: Université libre des Bruxelles, Vrije Universiteit Brussel.
Der Gegensatz von Katholiken und Liberalen, der soziale Gegensatz und der Sprachenstreit prägten die gesamte Bildungsentwicklung im 19. und 20. Jh. Der Erste Schulstreit um weltliche Grundschulen dauerte von 1878 bis 1884, bevor die katholische Seite sich durchsetzte. Von 1950 bis 1959 wurde erneut ein harter Kampf zwischen Katholiken und einer liberal-sozialistischen Koalition um die Zuschüsse für katholische Schulen ausgetragen. Kirchtürme in Flandern waren mit schwarzem Trauerflor beflaggt, drei katholische Massenkundgebungen fanden mit jeweils bis zu 250.000 Teilnehmern statt.
Durch die Immigration seit den 1970er Jahren sind viele neue Fremdsprachen unter den Schülern vertreten. Die Integration der muslimischen Minderheit von ca. 500.000 Menschen schafft neue Fragen. Einige Schulen haben entschieden, Kopftuch tragende Schülerinnen nicht mehr aufzunehmen, weil dies gegen die religiöse Neutralität verstoße. Es gibt keine zentralstaatiche Regelung.